# Memoriał Janusza Kuliga i Mariana Bublewicza

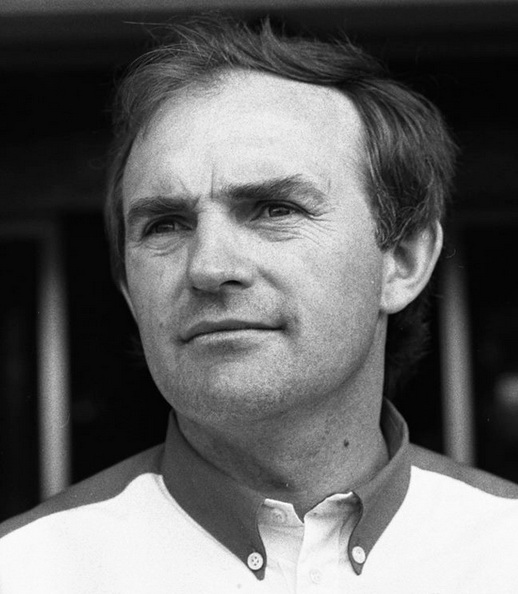
Marian Bublewicz (ok. 1992)

Memoriał Janusza Kuliga i Mariana Bublewicza – impreza sportowa w rajdach samochodowych organizowana dla upamiętnienia znakomitych, tragicznie zmarłych polskich kierowców rajdowych (Marian Bublewicz zmarł w szpitalu po wypadku podczas Zimowego Rajdu Dolnośląskiego w 1993 r., Janusz Kulig zginął w wypadku na przejeździe kolejowo-drogowym w Rzezawie w 2004 roku). Rajd ten odbywa się co roku w pierwszy tydzień kwietnia na terenie Wieliczki. Organizatorem memoriału jest Automobilklub Krakowski.

## Historia

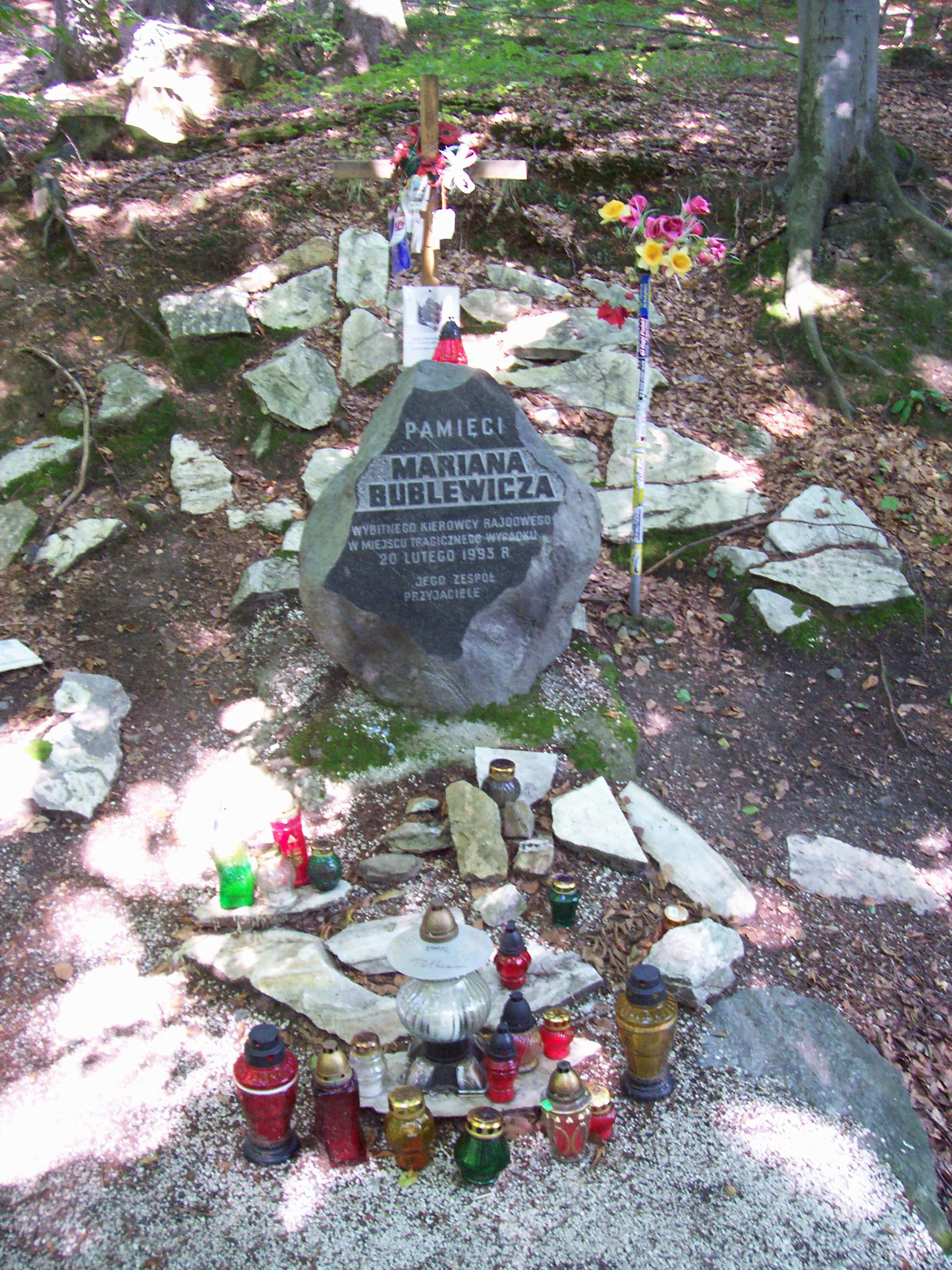
Kamień pamiątkowy w miejscu wypadku Mariana Bublewicza

Pierwsza edycja memoriału odbyła się 25 lutego 2007 roku. Zawodnicy musieli dwukrotnie pokonać trasę o długości 1700 m przebiegającą ulicami Wieliczki. Na starcie znalazły się czołowe załogi RSMP oraz wyścigów górskich, a także mniej znane, startujące w Rajdowym Pucharze Polski. Zawody cieszyły się dużym zainteresowaniem zarówno ze strony kibiców jak i mediów. Zwycięzcami zostali Leszek Kuzaj i Jarosław Baran jadący Subaru Imprezą. Drugie miejsce zajęli Sebastian Frycz i Jacek Rathe (Subaru Impreza), natomiast trzecie bracia Michał i Grzegorz Bębenkowie (Mitsubishi Lancer).
Druga edycja została rozegrana 24 lutego 2008 roku. W zawodach udział wzięło 29 załóg, które podobnie jak rok wcześniej miały dwukrotnie do pokonania odcinek specjalny. Kibice i tym razem mogli podziwiać samochody z różnych klas: od Fiata Seicento po Toyotę Corollę WRC. Zacięta walka ponownie zakończyła się zwycięstwem Leszka Kuzaja, który tym razem jechał z Tomaszem Borysławskim. Drugie miejsce zajął Mariusz Stec pilotowany przez Zbigniewa Gruszkę, a trzecie miejsce padło łupem załogi Kus i Kuśnierz.
22 lutego 2009 roku odbył III Memoriał Janusza Kuliga i Mariana Bublewicza. Trasa odcinka specjalnego została zmodyfikowana; mierząc 2,7 km przebiegała ulicami Daniłowicza, Klaśnieńską, Janińską, Kościuszki, Jedynaka, Nowy Świat oraz Matejki. Tym razem do zawodów zgłosiło się aż 39 załóg. Klasyfikacja prowadzona była w trzech klasach. Pierwszą dziesiątkę zdominowały zespoły dysponujące Lancerami - 8 załóg, a tylko dwie jechały Imprezami. W klasyfikacji generalnej pierwsze miejsce wywalczyli bracia Bębenkowie, a drugie Paweł Dytko z Maciejem Gleixnerem. Ostatnim stopniem podium musiały podzielić się załogi Leszek Kuzaj / Robert Hundla oraz Maciej Steinhof / Bartłomiej Boba. W klasie drugiej zwyciężył Jan Chmielewski przed Łukaszem Bednarskim i Kamilem Mastelą. Dodatkową atrakcją był przejazd quada prowadzonego przez Rafała Sonika.
Czwarta odsłona wielickiego memoriału odbyła się 28 lutego 2010 roku. Zawodnicy ścigali się na nieco inaczej skonfigurowanej trasie o dł. 2,5 km na zasadach podobnych jak w poprzednich edycjach. Do startu zgłosiło się 31 załóg, w tym po raz pierwszy ówczesny rajdowy mistrz Polski Bryan Bouffier. Po raz trzeci imprezę wygrał Leszek Kuzaj pilotowany przez Aleksandrę Furgał, jadący tym razem Skodą Fabią WRC. Drugi stopień podium wywalczyli Mariusz Stec z Michałem Przystupą (Lancer Evo IX), a trzecie miejsce zajęli Daniel Stawiarski z Jarosławem Zawadzkim (Lancer EVO IX). Klasyfikacja klasy drugiej przedstawiała się następująco: Wojciech Chuchała / Ryszard Ciupka przed Pawłem Kosmowskim z Marcinem Gerlachem (obie załogi w Peugeotach 206 RC) oraz Filipem i Maksymilianem Styłami (Honda Civic). W klasie 1 zwycięstwo odnieśli Tomasz Porębski i Tomasz Spurek przed Janem Chmielewskim i Grzegorzem Borowiczką oraz Szymonem Kornickim i Piotrem Zegarmistrzem (wszystkie załogi w Citroenach C2-R2 MAX). W przejazdach pokazowych quadem Yamaha prawdziwy popis dał Rafał Sonik. Przed tłumami kibiców paradował m.in. oryginalny Ford Sierra RS Cosworth Mariana Bublewicza, wyścigowy Stratopolonez z Muzeum Techniki NOT oraz replika Forda Focusa WRC Janusza Kuliga.
Piąta edycja została rozszerzona – zorganizowano dodatkowe zawody dla amatorów pod nazwą 1. Memoriał Janusza Kuliga i Mariana Bublewicza dla amatorów, na zamkniętym placu. Odbyły się w sobotę 5 marca 2011, w przeddzień „superoesu”. Pomysł okazał się dużym sukcesem – sklasyfikowano 47 załóg. Trasa niedzielnych wyścigów przeszła kolejne zmiany, chociaż długość odcinka pozostała taka sama. Ponad trzydzieści załóg stanęło do rywalizacji o główne trofeum. Triumfatorami zostali Mariusz Stec i Joanna Madej. Za nimi uplasowali się Maciej Steinhof i Bartłomiej Boba oraz Rafał Grzesiński i Mateusz Tutaj. W klasie 2 wygrali Piotr Ilnicki / Paweł Kaim (Renault Clio R3), drugie miejsce zajęła załogaJanusz Jania / Zbigniew Gruszka (Honda Civic TypeR), a trzecie Marek Szczypuła / Mateusz Martynek. Klasę 1 wygrali Szymon Kornicki i Robert Hundla przed Janem Chmielewskim i Jackiem Spętanym oraz Arielem Piotrowskim z Ireneuszem Pleskotem (wszyscy w Citroenach C2R2). Kilkunastotysięczna publiczność oklaskiwała także pokazowe przejazdy m.in. Rafała Sonika, mistrza driftingu Macieja Bochenka (Nissan Skyline 500 KM) oraz Michała Kościuszkę w replice Mercedesa 450 SLC, w którym w 1978 r. Sobiesław Zasada z Andrzejem Zembrzuskim zajęli drugie miejsce w maratonie Vuelta del America del Sur. Studenci Politechniki Warszawskiej zaprezentowali swój jednomiejscowy bolid zbudowany w ramach międzynarodowego programu edukacyjnego.
11 marca 2012 roku memoriał odbył się po raz szósty. Wzorem poprzedniego roku zorganizowano także imprezę dla amatorów (10 marca), która tym razem odbyła się na terenie gminy Łapanów. I tym razem frekwencja dopisała, bowiem uczestniczyło 58 załóg. Zwycięzcą został Wojciech Wilk. Zmiany nastąpiły również w zawodach dla zawodowców. Wprowadzono prolog, który odbył się w sobotę wieczorem na trasie o długości 1 km biegnącej sprzed budynku starostwa poprzez okolice Zamku Żupnego oraz Rynek Górny do ul. Daniłowicza, z metą obok Muzeum Żup Krakowskich. Najlepszy czas prologu uzyskali Wojciech Chuchała z Kamilem Hellerem w Subaru Imprezie STI. Trasa niedzielnego wyścigu została kolejny raz nieco zmieniona. Wystartowały 24 załogi; dwie nie ukończyły zawodów (bracia Bębenkowie i załoga Ostrowski / Waszkowski). Zwyciężyli Rafał Grzesiński i Mateusz Tutaj (Lancer Evo IX). Kolejne miejsca zajęli Mariusz Stec i Michał Przystupa (także w Lancerze) oraz Wojciech Chuchała i Kamil Heller (Subaru Impreza STI). Taka sama była kolejność w klasie 3. W klasie 2 wygrali Jan Chmielewski i Grzegorz Borowiczka, którzy pokonali Szymona Kornickiego z Robertem Hundlą – obie załogi w Citroenach DS3; na trzecim miejscu znaleźli się Tomasz Fliśnik z Grzegorzem Warkowskim (Opel Astra GSi). Klasę 1 wygrali Grzegorz Świątecki z Maciejem Miklaszewskim (Citroen C2-R2), a za nimi uplasowali się Rafał i Grzegorz Ślęczkowie (Honda Civic VTi) oraz Michał Kluziewicz i Łukasz Kozdroń (Citroen Saxo VTS).

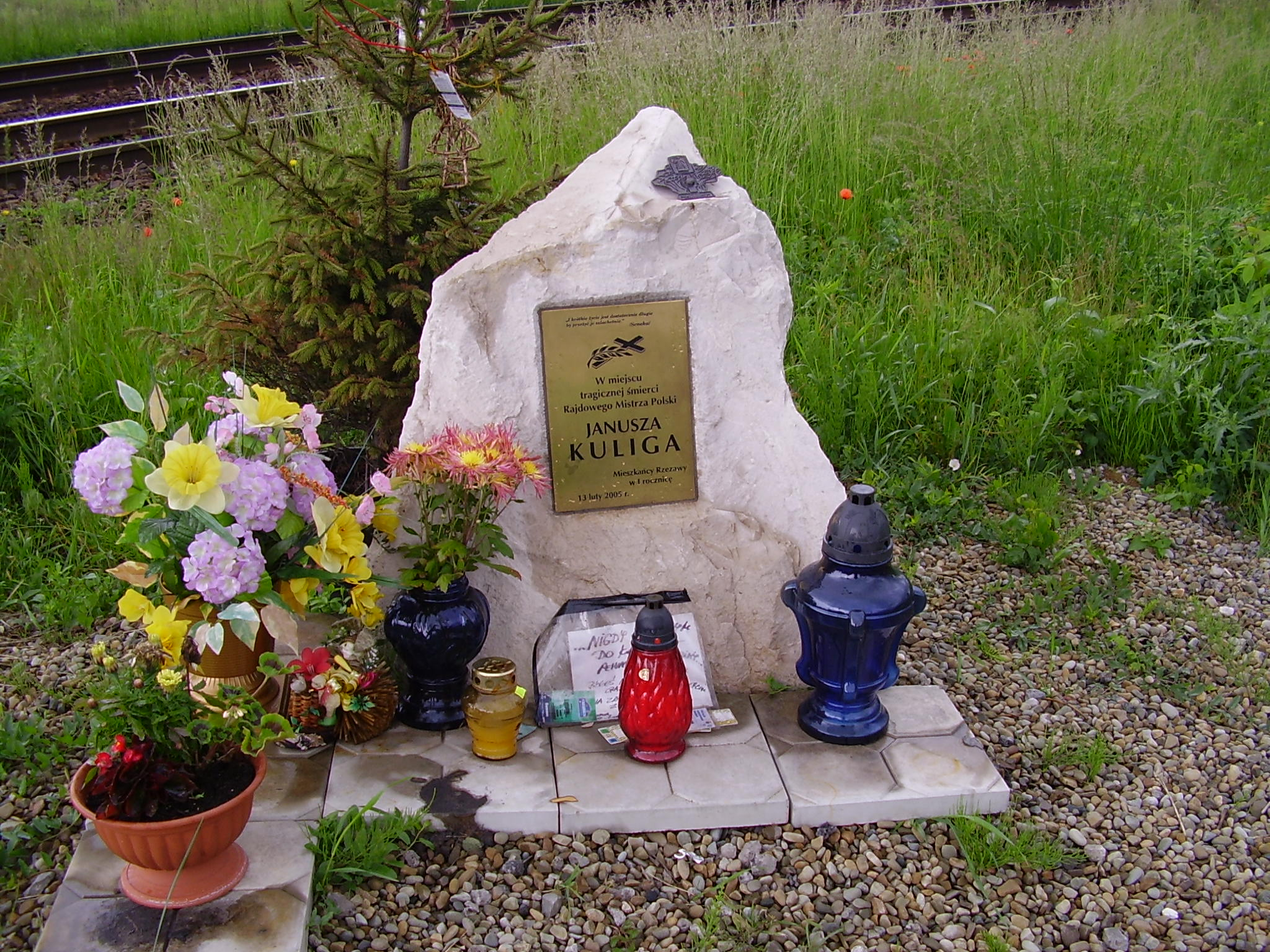
Obelisk w Rzezawie poświęcony Januszowi Kuligowi

Siódma edycja zawodów odbyła się w podobnej konwencji do szóstej. 16 marca 2013 w Łapanowie i okolicach ścigali się amatorzy (ponad 80 załóg) oraz zawodowcy – wieczorny prolog w Wieliczce. 17 marca natomiast miały miejsce dwa przejazdy konkursowe. Zwycięzcą sobotniego KJS-u zorganizowanego przez Automobilklub Krakowski została załoga Daniel Nowak i Dariusz Gurdziołek (Mitsubishi Lancer). Po raz drugi na prologu najszybsi byli Wojciech Chuchała z Kamilem Hellerem (Subaru Impreza STI). Do niedzielnych zmagań stanęło 28 załóg, w tym po raz pierwszy Kajetan Kajetanowicz, specjalnie przygotowanym Lancerem Evo IX o mocy ponad 700KM. Mimo iż był to debiut, trzykrotny mistrz Polski Kajetan Kajetanowicz zwyciężył. Drugie miejsce zajął Rafał Grzesiński, a tercet Mitsubishi Lancerów na podium uzupełnił Waldemar Kluza. Z pojedynku w klasie 2 zwycięsko wyszedł Janek Chmielewski (Citroen DS3 R3T) pokonując Szymona Kornickiego (Citroen DS3 R3T) i Waldemara Janeckiego (BMW 318is). W klasie 1 pierwsze miejsce zajął Rafał Ślęczka, choć tu nie było innej możliwości – był jedynym reprezentantem tej klasy. Oprócz przejazdów wyścigowych organizatorzy zadbali także o atrakcje dodatkowe. W przejazdach pokazowych uczestniczyli driftingowcy (w tym kierujący Nissanem za pomocą stopy Bartosz Ostałowski), Michał Wiśniewski z Sergio Azzinim w Ferrari, Robert Burchard z Grzegorzem Gacem (nasi reprezentanci w Rajdzie Monte Carlo Historique) w Polskim Fiacie 125p oraz Michał Bachula (chrześniak Janusza Kuliga) w replice Forda Focusa WRC.

## PLATINUM 7. Rajd Memoriał Janusza Kuliga i Mariana Bublewicza 2023
W dniach 25-26 marca 2023 roku odbył się PLATINUM 7. Rajd Memoriał Janusza Kuliga i Mariana Bublewicza. Do rywalizacji zgłosiły się 44 załogi, w tym Mikołaj Marczyk i Szymon Gospodarczyk (Skoda Fabia Rally2 Evo), Sebastian Stec/Mikołaj Sowa (Ford Fiesta), Waldemar Kluza/Adam Gładysz (Mitsubishi Lancer) czy Andrzej Szepieniec pilotowany przez Jarosława Zawadzkiego (Mitsubishi Lancer). Na załogi czekało przygotowanych 10 odcinków specjalnych o łącznej długości prawie 35 kilometrów.  
Rywalizację wygrał Miko Marczyk z Szymonem Gospodarczykiem. Zwyciężyli na wszystkich dziesięciu oesach. W 2. klasie zwycięzcą zostali Michał Streer i Karolina Szulęcka-Streer (Peugeot 208 Rally4), a 1. klasę wygrali Rafał Kręcioch i Marcin Szeja w Peugeocie 208.